# ۷۵ (پیش از میلاد)
۷۵ (پیش از میلاد) ۷۵مین سال قبل از تقویم میلادی است.